# Cahokia, Illinois
Cahokia là một làng thuộc quận St. Clair, tiểu bang Illinois, Hoa Kỳ. Năm 2010, dân số của làng này là 15241 người.

## Dân số
Dân số qua các năm:
- Năm 2000: 16391 người.
- Năm 2010: 15241 người.